# Johann Georg Christian von Lobkowitz
Pour les autres membres de la famille, voir Maison de Lobkowicz.
Johann Georg Christian von Lobkowitz ou Lobkowicz, (né le 10 août 1686 – mort à Vienne le 4 octobre 1755), est un feld-maréchal du Saint-Empire.

## Biographie

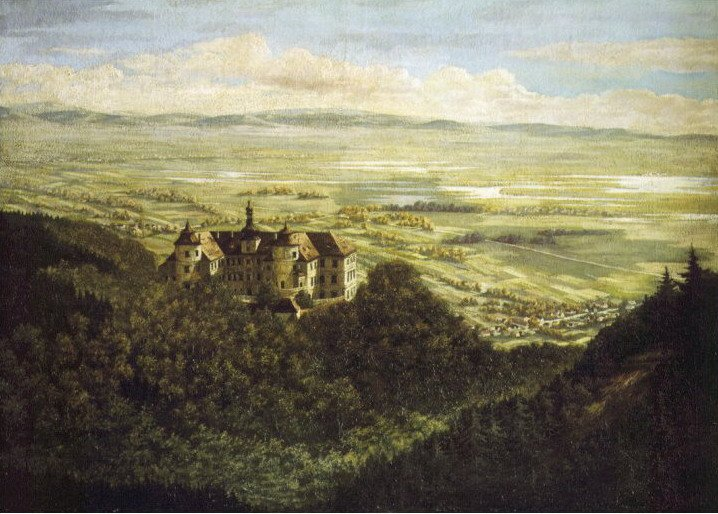
Le château d'Eisenberg en 1882.

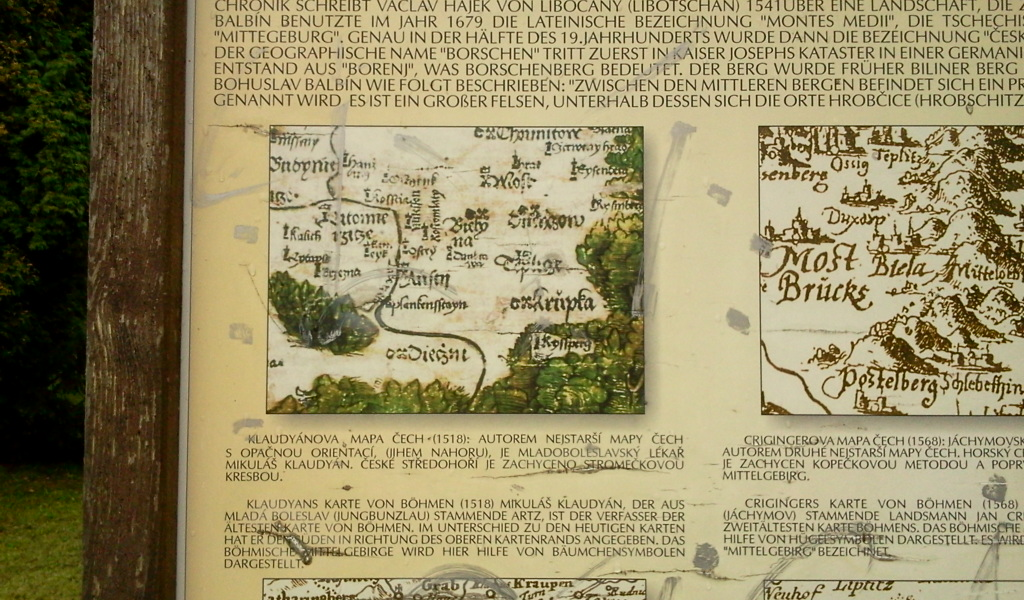
Anciennes cartes de la seigneurie de Bilin.

Johann Georg Christian est issu de la maison de Lobkowicz, vieille famille de la noblesse du Saint-Empire du royaume de Bohême. Il est le fils du prince Ferdinand Auguste (1655–1715) et de Maria Anna Wilhelmine (1655-1701), comtesse de Baden-Baden et le petit-fils de Václav Eusebius František Lobkowicz qui avait servi sous Joseph Ier, Charles VI et Marie-Thérèse d'Autriche.
Le 11 novembre 1718, il se marie à Prague avec Caroline Henriette von Waldstein (1702-1780) de qui il aura 10 enfants ; deux d'entre eux mourront au cours de batailles et deux autres recevront l'Ordre de la Toison d'or. Johann Georg Christian donnera naissance à la branche (Hořín)/Mělník de la maison de Lobkowitz. Par suite de l'extinction de la branche aînée des Popel-Lobkowitz en 1722, il hérite de Bilin, Eisenberg (de) et devient le tuteur de la branche cadette qui devait à son tour s'éteindre en 1802.
Il commence sa carrière sous les ordres d'Eugène de Savoie, en combattant les Français pendant la guerre de Succession d'Espagne, puis les Turcs au cours des guerres ottomanes. En 1729 à Naples, il est promu général de brigade. En 1732, il devient gouverneur de Sicile, temporairement sous tutelle autrichienne, et, en 1734, est promu général de cavalerie avec la charge de gouverneur de Parme et de la Lombardie.
Le 28 novembre 1739, alors qu’il commande l'armée de Transylvanie, il reçoit l'insigne de l'ordre de la Toison d'or. En 1741 il devient feld-maréchal et au cours de la guerre de Succession d'Autriche, il combat les Français puis les Bavarois entre Prague et Munich. De 1743 à 1745, il succède à Otto Ferdinand von Traun et devient gouverneur du duché de Milan et commandant de l'armée impériale en Italie.
Il repousse d'abord les Espagnols de Rimini mais il est battu par les  Hispano-Napolitains à Velletri en août 1744. Au cours de cette deuxième guerre de Silésie il est transféré sur le front de Bohême, puis prend le commandement de l'armée en Hongrie. Le 30 septembre 1745, aux côtés de Charles-Alexandre de Lorraine, il est défait à la bataille de Soor contre les Prussiens de Frédéric le Grand.
Son fils Philipp, qui choisit également la carrière militaire, est tué à la bataille de Liegnitz en 1760.
Johann Georg Christian avait reçu en cadeau en 1734 un esclave noir, Angelo Soliman, qui devient son compagnon et lui sauve la vie lors d'une bataille. Après la mort du feld-maréchal, Angelo Soliman passe au service du prince Joseph-Wenceslas de Liechtenstein.

## Sources
- (it) Cet article est partiellement ou en totalité issu de l’article de Wikipédia en italien intitulé « Johann Georg Christian von Lobkowitz » (voir la liste des auteurs).